# Велика Ловча
Велика Ловча (рос. Большая Ловча) — присілок у Суразькому районі Брянської області Російської Федерації. Належить до українського історичного та етнічного краю Стародубщини.
Входить до складу муніципального утворення Дубровське сільське поселення. Населення становить 117 осіб  осіб (2013).

## Назва
Минулі та альтернативні назви — рос. Большая Ловчая, Великая Ловчая.

## Географія
Населений пункт розташований на відстані 9 км від районного центру Суража, 132 км від обласного центру міста Брянська та 457 км від столиці Росії — Москви.

## Історія
Напередодні Українських національно-визвольних змагань, згідно з адміністративним поділом 1916 року - присілок Чернігівської губернії, Суразького повіту, Новодроковської волості.
У 1918 році, згідно з Берестейським миром, належало до Української Народної Республіки та Української Держави Скоропадського.
У 1919 році селище було приєднане до Гомельської губернії, підпорядкове Суразькому повіту.
У 1929-1937 року належало до Західної області РСФСР. Адміністративно підпорядковувалося Клинцівській окрузі, Суразькому району, Іржацькій сільраді.
У 1937-1944 роках належало до Орловської області, відтак відійшло до новоутвореної Брянської області.

## Населення
У минулому чисельність мешканців була такою:
- 2002 — 154;
- 2010 — 120.